# Legislatura 1996-2000 (Senat)
Această listă descrie componența Senatului României în legislaturia: 1996-2000, în funcție de județul în care au candidat.

## Legislatura1996-2000
| Nume și Prenume               | Județ           | Partid      |
| ----------------------------- | --------------- | ----------- |
| Corneliu Dorin Gavaliugov     | Alba            | PD          |
| Mircea Ioan Popa              | Alba            | PNȚCD       |
| Ioan Ardelean                 | Alba            | PUNR        |
| Ioan Crețu                    | Arad            | PD          |
| Ion Bold                      | Arad            | PDSR        |
| Marin Nicolai                 | Arad            | PNȚCD       |
| Octavian Știreanu             | Argeș           | independent |
| Nicolae Văcăroiu              | Argeș           | PDSR        |
| Eugen Vasiliu                 | Argeș           | PNL         |
| Emilian Baciu                 | Argeș           | PRM         |
| Ion Mînzînă                   | Argeș           | PRM         |
| Viorel Cataramă               | Bacău           | independent |
| Ionel Aichimoaie              | Bacău           | PD          |
| Octavian Opriș                | Bacău           | PDSR        |
| Nicolae Sersea                | Bacău           | PDSR        |
| Tiberiu Vladislav             | Bacău           | PNL         |
| Vasile Blaga                  | Bihor           | PD          |
| Liviu Maior                   | Bihor           | PDSR        |
| Nistor Bădiceanu              | Bihor           | PNȚCD       |
| Iosif Csapo                   | Bihor           | UDMR        |
| Ioan Mircea Prahase           | Bistrița-Năsăud | PD          |
| Teodor Câmpean                | Bistrița-Năsăud | PNȚCD       |
| Aurel Liviu Ciupe             | Bistrița-Năsăud | PD          |
| Dinu Secrieru                 | Botoșani        | PNL         |
| Gheorghe Avram                | Botoșani        | PDSR        |
| Octav Cozmâncă                | Botoșani        | PDSR        |
| Marcian-David Bleahu          | Brașov          | FER/PSDR    |
| Nicolae Zavici                | Brașov          | independent |
| Aristotel Adrian Căncescu     | Brașov          | PD          |
| Eugen Frosin                  | Brașov          | PD          |
| Sergiu Chiriacescu            | Brașov          | PDSR        |
| Laurențiu Ulici               | Brăila          |             |
| Mihai Matetovici              | Brăila          | PDSR        |
| Ticu Dumitrescu               | București       | independent |
| Emil Tocaci                   | București       | independent |
| Corneliu Turianu              | București       | independent |
| Radu Vasile                   | București       | independent |
| Paul Ghițiu                   | București       | PAR         |
| Bogdan Voinea Marinescu       | București       | PD          |
| Petre Roman                   | București       | PD          |
| Oliviu Gherman                | București       | PDSR        |
| Ion Iliescu                   | București       | PDSR        |
| Petre Ninosu                  | București       | PDSR        |
| Niculae Cerveni               | București       | PLDR        |
| Victor Clonaru                | București       | PNȚCD       |
| Corneliu Vadim Tudor          | București       | PRM         |
| Mihail Grama                  | București       | PNȚCD       |
| Vasile Ion                    | Buzău           | PDSR        |
| Mihai Petrescu                | Buzău           | PDSR        |
| Mihail Bălănescu              | Buzău           | PNL         |
| Haralambie Cotarcea           | Caraș-Severin   | independent |
| Constantin Muller             | Caraș-Severin   | PNL         |
| Dumitru Păun                  | Călărași        | PUNR        |
| Matei Boilă                   | Cluj            | independent |
| Costică Ciurtin               | Cluj            | independent |
| Ioan Sabin Pop                | Cluj            | PD          |
| Titus Lucian Șuteu            | Cluj            | PD          |
| Ioan Baraș                    | Cluj            | PER         |
| Peter Eckstein-Kovacs         | Cluj            | UDMR        |
| Gheorghe Dumitrașcu           | Constanța       | independent |
| Viorel Marian Pană            | Constanța       | independent |
| George Mihail Pruteanu        | Constanța       | independent |
| Alexandru Popovici            | Constanța       | PNL         |
| Ion Cârciumaru                | Constanța       | PRM         |
| Gábor Kozsokár                | Covasna         | UDMR        |
| Csaba Nemeth                  | Covasna         | UDMR        |
| Valentin-Zoltan Puskas        | Covasna         | UDMR        |
| Emil Dima                     | Dâmbovița       | independent |
| Nicolae Dide                  | Dâmbovița       | PD          |
| Ulm Nicolae Spineanu          | Dâmbovița       | PNȚCD       |
| Florin Bogdan                 | Dolj            | independent |
| Ștefan Ilie                   | Dolj            | PD          |
| Virgil Popescu                | Dolj            | PDSR        |
| Ion Predescu                  | Dolj            | PDSR        |
| Cornel Boiangiu               | Dolj            | PNL         |
| Costel Gheorghiu              | Galați          | PD          |
| Eugen Durbacă                 | Galați          | PDSR        |
| Ilie Platica-Vidovici         | Galați          | PDSR        |
| Viorel Ștefan                 | Galați          | PDSR        |
| Paul Păcuraru                 | Galați          | PNL         |
| Marin Predila                 | Giurgiu         | PDSR        |
| Iuliu Lorinczi                | Giurgiu         | UDMR        |
| Petra Doandes                 | Gorj            | PDSR        |
| Vasile Ungureanu              | Gorj            | PNL         |
| Dumitru Huidu                 | Gorj            | PUNR        |
| Marcu Burtea                  | Gorj            | PDSR        |
| Attila Verestoy               | Harghita        | UDMR        |
| MenyhertGabor Hajdu           | Harghita        | UDMR        |
| Andreiu Oprea                 | Hunedoara       | independent |
| Doru Gaita                    | Hunedoara       | PDSR        |
| Constantin Blejan             | Hunedoara       | PNL         |
| Ioan Rau                      | Hunedoara       | PNȚCD       |
| Constantin Sava               | Ialomița        | PDSR        |
| Nelu Badea                    | Ialomița        | PUNR        |
| Varujan Vosganian             | Iași            | PAR         |
| Constantin Dan Vasiliu        | Iași            | PD          |
| Ioan Avarvarei                | Iași            | PDSR        |
| Ion Solcanu                   | Iași            | PDSR        |
| Petru Caraman                 | Iași            | PNȚCD       |
| Doru Laurian Bădulescu        | Ilfov           | PDSR        |
| Radu Boroianu                 | Ilfov           | PNL         |
| Emilian Brânzan               | Ilfov           | PNL         |
| Justin Tambozi                | Călărași        | independent |
| Doru Ioan Tărăcilă            | Călărași        | PDSR        |
| Voicu Valentin Glodean        | Maramureș       | independent |
| Aurel Constantin Ilie         | Maramureș       | PDSR        |
| Vasile Văcaru                 | Mehedinți       | PDSR        |
| Alexandru Ioan Mortun         | Mehedinți       | PNL         |
| Ioan Burghelea                | Mureș           | PNȚCD       |
| Vasile Dobrescu               | Mureș           | PUNR        |
| Gyorgy Frunda                 | Mureș           | UDMR        |
| Béla Markó                    | Mureș           | UDMR        |
| Florin Buruiană               | Neamț           | independent |
| Sorin Adrian Vornicu          | Neamț           | PD          |
| Alexandru-Radu Timofte        | Neamț           | PDSR        |
| Dumitru Badea                 | Neamț           | PRM         |
| Triță Faniță                  | Olt             | independent |
| Mihaela-Rodica Stănoiu        | Olt             | PDSR        |
| Răsvan Dobrescu               | Olt             | PNȚCD       |
| Teodor Viorel Meleșcanu       | Prahova         | independent |
| Nicolae Alexandru             | Prahova         | PD          |
| Victor Apostolache            | Prahova         | PDSR        |
| Mircea Ionescu-Quintus        | Prahova         | PNL         |
| Valentin Corneliu Gabrielescu | Prahova         | PNȚCD       |
| Stelian Alexandru Pop         | Satu Mare       | PNL         |
| Károly Ferenc Szabó           | Satu Mare       | UDMR        |
| George Achim                  | Satu Mare       | PNȚCD       |
| Augustin Crecan               | Sălaj           | PUNR        |
| Denes Seres                   | Sălaj           | UDMR        |
| Corneliu Ioan Bucur           | Sibiu           | PD          |
| Ioan Moisin                   | Sibiu           | PNȚCD       |
| Victor Fuior                  | Sibiu           | PUNR        |
| Petru Juravlea                | Suceava         | independent |
| Cristian Sorin Dumitrescu     | Suceava         | PD          |
| Teodor Hauca                  | Suceava         | PD          |
| Ghiorghi Prisăcaru            | Suceava         | PDSR        |
| Vicențiu Gavanescu            | Teleorman       | independent |
| Cazimir Benedict Ionescu      | Teleorman       | independent |
| Dan Mircea Popescu            | Teleorman       | PDSR        |
| Radu Alexandru Feldman        | Timiș           | independent |
| Ion Marcu                     | Timiș           | independent |
| Dan Amedeu Lăzărescu          | Timiș           | PNL         |
| Iosif Ștefan Drăgulescu       | Timiș           | PNȚCD       |
| Elena Preda                   | Tulcea          | independent |
| Gheorghe Bunduc               | Tulcea          | PRM         |
| Șerban Săndulescu             | Vâlcea          | independent |
| Dan Stelian Marin             | Vâlcea          | PDSR        |
| Nicolae Patru                 | Vâlcea          | PRM         |
| Gheorghe Păvălașcu            | Vaslui          | independent |
| Virgil Popa                   | Vaslui          | PDSR        |
| Sergiu Nicolaescu             | Vrancea         | PDSR        |
| Alexandru Paleologu           | Vrancea         | PNL         |
| Liviu Titus Pașca             | Maramureș       | PNL         |
| Florea Preda                  | Vaslui          | PRM         |